# Bladenboro
Bladenboro est une ville du comté de Bladen, dans l’État de Caroline du Nord, aux États-Unis.  Sa population s’élevait à 1 750 habitants lors du recensement de 2010, estimée à 1 692 habitants 2016.

## Démographie
| 1910 | 1920 | 1930 | 1940 | 1950 | 1960 |
| ---- | ---- | ---- | ---- | ---- | ---- |
| 276  | 459  | 587  | 724  | 796  | 774  |

| 1970 | 1980  | 1990  | 2000  | 2010  | - |
| ---- | ----- | ----- | ----- | ----- | - |
| 783  | 1 428 | 1 821 | 1 718 | 1 750 | - |

## Source
- (en) Cet article est partiellement ou en totalité issu de l’article de Wikipédia en anglais intitulé « Bladenboro, North Carolina » (voir la liste des auteurs).